# Lipki (rejon mościski)
Lipki (ukr. Липки) – wieś na Ukrainie, w rejonie jaworowskim (do 2020 roku w rejonie mościskim) obwodu lwowskiego.

## Historia
Dawniej część wsi Myślatycze w powiecie mościskim.